# Vela sopra Roboamo e Abia

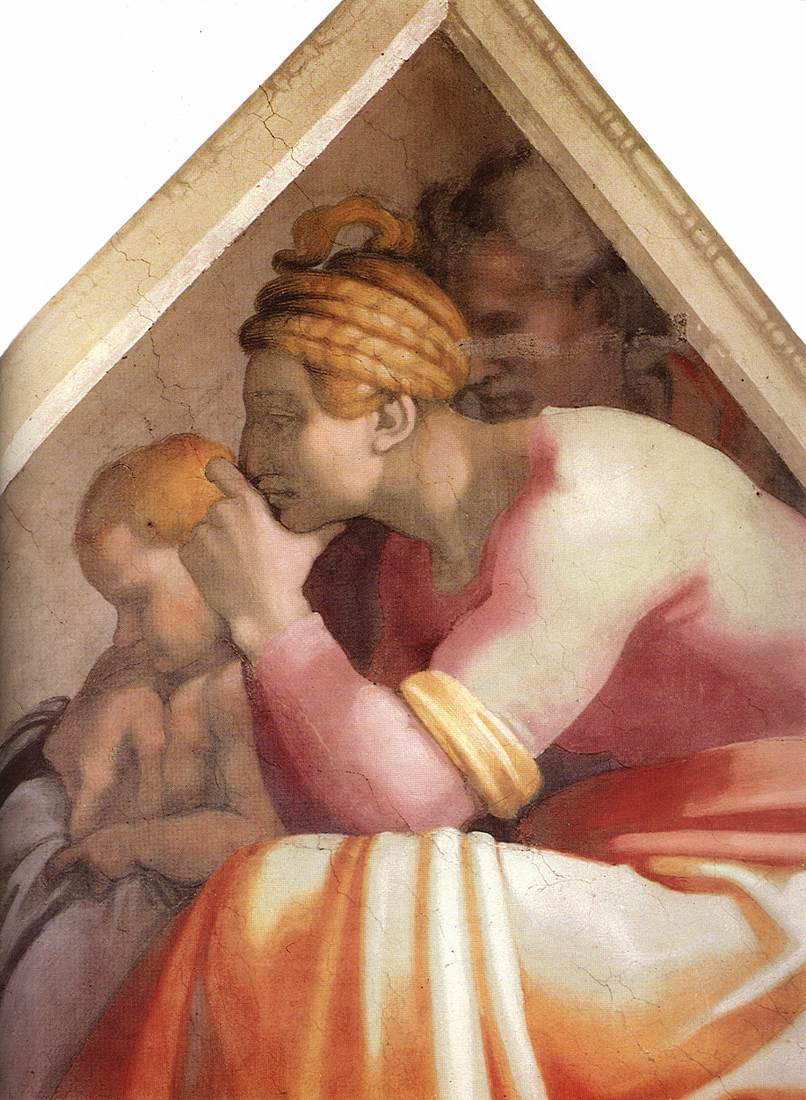
Dettaglio

La vela sopra Roboamo e Abia venne affrescata da Michelangelo Buonarroti nel 1511-1512 circa e fa parte della decorazione della volta della Cappella Sistina nei Musei Vaticani a Roma, commissionata da Giulio II.

## Storia
Le vele, come le lunette sottostanti, contengono la serie degli Antenati di Cristo, e sono ad esse strettamente correlate da un punto di vista iconologico, sebbene molto diverse iconograficamente e dal punto di vista dello stile e della forma. Si tratta infatti di spazi triangolari concavi, che l'artista riempì con gruppi familiari su uno sfondo scuro (a differenza degli sfondi chiari delle lunette) e con posizioni diverse, sedute in terra piuttosto che su gradoni, per assecondare la forma dello spazio da dipingere. L'individuazione dei soggetti, tratti dalla genealogia di Cristo del Vangelo di Matteo, si basa sui nomi scritti sulle tabelle al centro delle lunette sottostanti: le lunette sormontate da vela infatti presentano solitamente tre nomi invece dei normali due; in questo caso sono due, uno riferibile alla lunetta e uno alla vela. Su quali gruppi rappresentino però i vari nomi non c'è concordanza tra gli studiosi, anche perché Michelangelo non usò alcun attributo iconografico e forse non era neanche interessato a un'identificazione diretta e inoppugnabile, concentrandosi piuttosto sulla rappresentazione di vari tipi umani e vari atteggiamenti.
Gli spazi triangolari sopra ciascuna vela vennero riempiti dai cosiddetti nudi bronzei, figure a monocromo che simula il bronzo, inseriti in posizioni simmetriche davanti a sfondi scuri, violacei, separati da un teschio d'ariete dal quale pendono nastri dorati.
Le vele furono realizzate, come il resto degli affreschi della volta, in due fasi, a partire dalla parete di fondo, opposta all'altare. Gli ultimi episodi da un punto di vista cronologico delle storie narrate furono quindi le prime a venire dipinte. Nell'estate del 1511 doveva essere terminata la prima metà della Cappella, richiedendo lo smontaggio del ponteggio e la sua ricostruzione nell'altra metà. La seconda fase, avviata nell'ottobre 1511, terminò un anno dopo, appena in tempo per la scopertura del lavoro la vigilia di Ognissanti del 1512.
La vela sopra Roboamo e Abia fu quindi una di quelle dell'ultima fase.

## Descrizione e stile
Nella lunetta sottostante si vede un gruppo familiare ma non è chiaro se riferibile a Roboamo o ad Abia.
Il gruppo della vela, che venne realizzato in sole due "giornate" di affresco, mostra una donna in primo piano riprodotta di profilo girata a sinistra, col busto piegato e un braccio che regge il mento appoggiando il naso sulle dita, nella posizione che si direbbe del "pensatore". La sua capigliatura è molto elaborata e la veste aderente mostra una muscolatura robusta, tipica delle figure femminili di Michelangelo, molto mascoline. Con il braccio destro abbraccia un fanciullo dietro di lei, mentre a sinistra si scorge in lontananza la figura di un uomo canuto. Come in altri episodi della cappella, le parti in primo piano sono ben illuminate e ritratte con nitidezza, mentre quelle nei piani via via arretrati sono più scure e definite in maniera più sommaria: si tratta di un procedimento che ricorda il "non-finito" scultoreo, visibile in opere come il Tondo Pitti.
La scena è dominata da un accordo di tonalità calde: rosa, arancio, giallo e, nello sfondo, violetto.

### Nudi bronzei
I due nudi bronzei sono inseriti negli spazi triangolari, come demoni urlanti che si dimenano furentemente. Hanno una postura quasi acrobatica entro lo stretto spazio che li rinchiude, con la schiena eretta, il busto voltato verso l'esterno; stanno seduti lungo la cornice con una gamba alzata e piegata a 45° e l'altra abbassata, pure col ginocchio piegato. Il braccio più vicino allo spettatore è girato indietro a scomparire dietro la testa d'ariete (le due figure sembrano fondersi in quel punto), l'altro è abbandonato tra le gambe. Essi furono ricavati da un medesimo cartone ribaltato, con alcune differenze che impediscono una simmetria troppo rigida: ad esempio i capelli di entrambi volano verso destra, come scomposti da una medesima folata di vento. 

## Galleria d'immagini

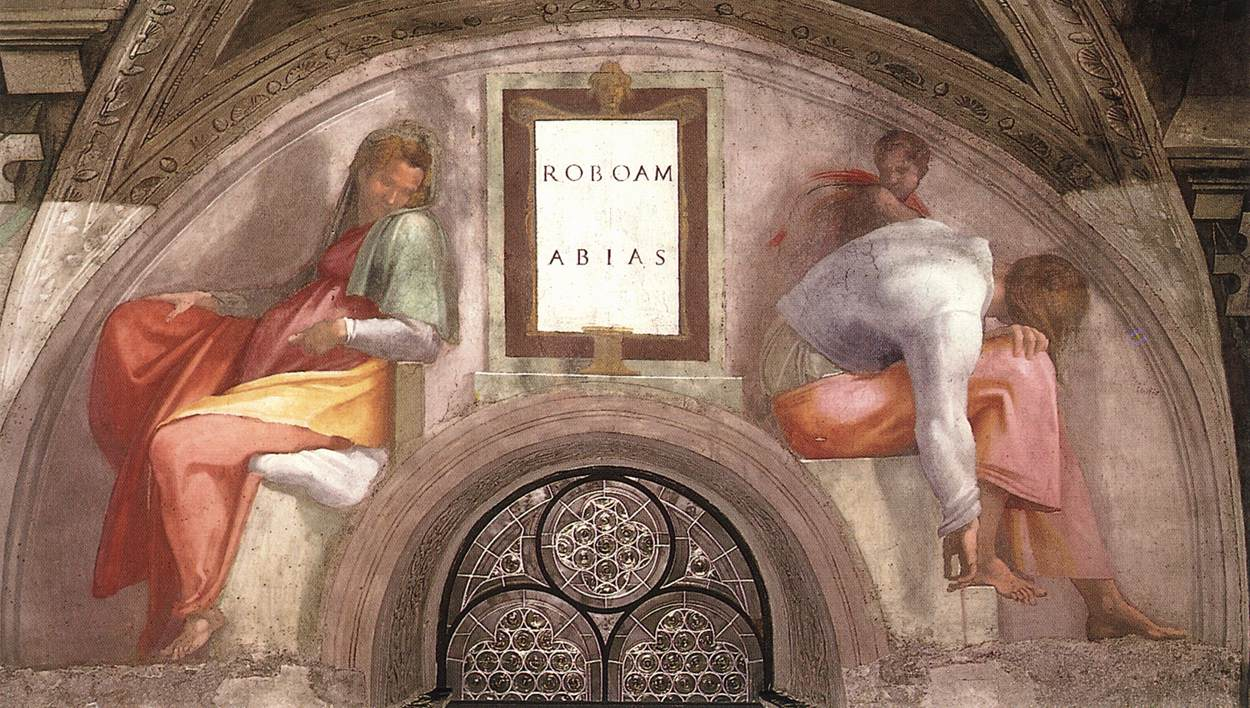
Roboamo e Abia